# Гуляй-Поле (Тюменская область)
Гуля́й-По́ле — деревня в Сладковском районе Тюменской области России. Входит в состав Лопазновского сельского поселения.

## История
Деревня основана в 1917 году. По данным на 1926 год населённый пункт состоял из 20 хозяйства. В административном отношении входила в состав Ново-Казанского сельсовета Сладковского района Ишимского округа Уральской области.

## Население
| 2010 |
| ---- |
| 107  |

### Половой состав
По данным переписи 1926 года на выселке проживало 82 человека (40 мужчин и 42 женщины), в том числе: русские составляли 100 % населения.

### Национальный состав
Согласно результатам переписи 2002 года, в национальной структуре населения русские составляли 84 % из 145 чел.